# Ане сир Серен
Ане сир Серен (фр. Annay-sur-Serein) насеље је и општина у источном делу централне Француске у региону Бургоња, у департману Јон која припада префектури Авалон.
По подацима из 2011. године у општини је живело 239 становника, а густина насељености је износила 8,85 становника/km². Општина се простире на површини од 27 km². Налази се на средњој надморској висини од 172 метара (максималној 278 m, а минималној 161 m).

## Демографија
| 1962. | 1968. | 1975. | 1982. | 1990. | 1999. | 2011. |
| ----- | ----- | ----- | ----- | ----- | ----- | ----- |
| 207   | 242   | 270   | 264   | 259   | 264   | 239   |

График промене броја становника у току последњих година